# Дребни брачни престъпления
„Дребни брачни престъпления“ (на френски: Petits crimes conjugaux) е театрална пиеса на френския драматург Ерик-Еманюел Шмит от 2003 г.
В България е поставена за първи път през 2010 година в превод на Снежина Русинова-Здравкова от режисьора Здравко Митков, с участието на Нона Йотова и Иван Радоев. Спектакълът е копродукция на продуцентска компания „МОНТФИЗ“ и театър „Сълза и смях“. Сценографията е дело на Невена Кавалджиева, продуцент на представлението е Слав Бойчев.
Впоследствие се играе на камерна сцена в Народен театър „Иван Вазов“.